# José Villalonga Llorente
José „Pepe” Villalonga Llorente (n. 4 decembrie 1919, Córdoba, Andaluzia, Spania – d. 7 august 1973, Córdoba, Andaluzia, Spania) a fost un antrenor spaniol de fotbal din anii 1950 - 1960. El a antrenat echipele Real Madrid, Atlético Madrid și naționala Spaniei, cucerind trofee majore cu toate trei.

## Trofee
Real Madrid
- Cupa Campionilor Europeni: 2
  - 1955–56, 1956–57

- La Liga: 2
  - 1954-55, 1956–57

- Copa Latina: 2
  - 1955, 1957

Atlético Madrid
- Copa del Generalísimo: 2
  - 1960, 1961

- La Liga
  - Vice-campion 1960-61 1

- Cupa Cupelor UEFA: 1
  - 1962

Spania
- Campionatul European de Fotbal: 1
  - 1964

## Legături externe
- La Liga stats
- Spain stats